# Soha Sadiq
Soha Sadiq (Hindi: सोहा सादिक; * 26. Juni 1998) ist eine indische Tennisspielerin.

## Karriere
Sadiq spielt überwiegend Turniere auf der ITF Women’s World Tennis Tour, wo sie bislang einen Doppeltitel gewonnen hat.

## Turniersiege

### Doppel
| Nr. | Datum        | Turnier | Kategorie | Belag | Partnerin              | Finalgegnerinnen                              | Ergebnis          |
| --- | ------------ | ------- | --------- | ----- | ---------------------- | --------------------------------------------- | ----------------- |
| 1.  | 5. März 2022 | Nagpur  | ITF W15   | Sand  | Sai Samhitha Chamarthi | Shrivalli Rashmikaa Bhamidipaty Sathwika Sama | 3:6, 6:4, [13:11] |